# Shūgiin-Wahl 1983
- KPJ: 26
- SPJ: 112
- DSP: 38
- SDF: 3
- NLC: 8
- Kōmeitō: 58
- Unabh.: 16
- LDP: 250

Die Shūgiin-Wahl 1983 war die 37. Wahl zum Shūgiin, dem japanischen Unterhaus, und fand am 18. Dezember 1983 statt.
Am 12. Oktober 1983 hatte das Bezirksgericht Tokio (東京地方裁判所, Tōkyō chihō-saiban-sho) den ehemaligen Premierminister Tanaka Kakuei im ersten Prozess wegen des Lockheed-Skandals verurteilt, der aber wegen seines Abgeordnetenmandats Immunität genoss. Die Opposition strebte eine „Resolution zur Aufforderung zum Rücktritt“ (議員辞職勧告決議, giin jishoku kankoku ketsugi) gegen Tanaka an. Auf Drängen der Tanaka-Faktion löste Premierminister Yasuhiro Nakasone das Unterhaus am 28. November auf. Themen des Wahlkampfs waren neben dem Skandal und der Forderung nach „sauberer Politik“, die sich vor allem die Kōmeitō und die SPJ auf die Fahnen geschrieben hatten, die Reform der Verwaltung und eine von Premierminister Nakasone versprochene Steuersenkung.
Die Wahlbeteiligung betrug 67,9 %.
| Partei/Faktion   | Partei/Faktion                           | Sitze | Änderung         | Änderung                         |
| ---------------- | ---------------------------------------- | ----- | ---------------- | -------------------------------- |
| Partei/Faktion   | Partei/Faktion                           | Sitze | zur letzten Wahl | zur Zusammensetzung vor der Wahl |
|                  | Liberaldemokratische Partei (LDP)        | 250   | −36              | −34                              |
| Tanaka-Faktion   | Tanaka-Faktion                           | 63    | +10              |                                  |
| Suzuki-Faktion   | Suzuki-Faktion                           | 50    | −4               |                                  |
| Nakasone-Faktion | Nakasone-Faktion                         | 42    | −1               |                                  |
| Fukuda-Faktion   | Fukuda-Faktion                           | 40    | −5               |                                  |
| Kōmoto-Faktion   | Kōmoto-Faktion                           | 28    | (+28)            |                                  |
| Ishihara-Faktion | Ishihara-Faktion                         | 7     | −6               |                                  |
| ohne Faktion     | ohne Faktion                             | 20    | (−16)            |                                  |
|                  | Oppositionsparteien                      | 245   | +32              |                                  |
|                  | Sozialistische Partei Japans (SPJ)       | 112   | +11              | +5                               |
|                  | Kōmeitō                                  | 58    | +24              | +25                              |
|                  | Demokratisch-Sozialistische Partei (DSP) | 38    | +7               |                                  |
|                  | Kommunistische Partei Japans (KPJ)       | 26    | −3               | −3                               |
|                  | Neuer Liberaler Klub                     | 8     | −2               | −4                               |
|                  | Sozialdemokratischer Bund                | 3     | ±0               |                                  |
|                  | Unabhängige                              | 16    | +5               |                                  |
| Summe            | Summe                                    | 511   | ±0               | +13 (Vakanzen)                   |

## Auswirkungen
Die LDP verlor bei relativ niedriger Wahlbeteiligung ihre absolute Mehrheit. Um eine Mehrheit im Unterhaus zu behalten, bildete Premierminister Nakasone eine Koalition mit dem Neuen Liberalen Klub, der im neuen Kabinett einen Minister stellte. Tanaka Kakuei wurde im 3. Wahlkreis Niigata bei fünf zu vergebenden Sitzen als Kandidat mit den meisten Stimmen gewählt und behielt seine Immunität. Am 20. Dezember 1983 gewann die LDP durch den Beitritt von acht unabhängigen Abgeordneten ihre absolute Mehrheit zurück.